# Rhyssemus ambovombensis
Rhyssemus ambovombensis är en skalbaggsart som beskrevs av Riccardo Pittino 1990. Rhyssemus ambovombensis ingår i släktet Rhyssemus och familjen Aphodiidae. Inga underarter finns listade i Catalogue of Life.